# Robert Vandeputte
Robert Vandeputte (Antwerpen, 26 februari 1908 - Brussel, 18 november 1997) was een Belgisch advocaat, hoogleraar, kabinetschef, gouverneur van de Nationale Bank van België en minister.

## Biografie
Robert Vandeputte was de zoon van de uit Kuurne afkomstige legerofficier Cyriel Vandeputte en de uit Deinze afkomstige Anna D'Hont.
Zijn humaniorastudies deed hij aan het Onze-Lieve-Vrouwecollege in Antwerpen. Hij behaalde aan de Katholieke Universiteit Leuven twee diploma's: in 1930 dat van doctor in de rechten en in 1932 dat van doctor in de politieke en sociale wetenschappen. Dit tweede met een proefschrift gewijd aan Het begrip van het politiek misdrijf. Vanaf 1930 was hij advocaat in Antwerpen, terwijl hij nog kortere of langere tijd verder studeerde aan de universiteiten van Parijs, Bern, Nijmegen en Berlijn. Het waren vooral cursussen verbintenissenrecht die hij daar volgde. Zijn stage als advocaat volgde hij bij de latere minister Hendrik Marck.
In 1933 werd hij docent en in 1936 hoogleraar aan de KU Leuven en hield dit hoogleraarschap vol tot in 1978. Hij doceerde voornamelijk verbintenissenrecht, vergelijkend recht en verzekeringsrecht. Ook was bij betrokken bij het opstellen van het weekblad Elkerlyc en redacteur bij De Standaard.
In 1939 werd hij kabinetschef van de ministers van Economische Zaken Gustave Sap en August de Schryver. Met deze laatste trok hij, na de meidagen 1940 naar Frankrijk. In juli was hij weer in België.
Hij werd in 1940 algemeen secretaris van de Belgische Vereniging van Banken en in 1943 directielid van de Nationale Bank van België en de Emissiebank in Brussel. Hij was aldus betrokken bij de voorbereiding van de naoorlogse geldhervorming. Na de bevrijding liepen de beide directeursmandaten ten einde en werd hij in 1944 gedelegeerd bestuurder en in 1948 voorzitter van de Nationale Maatschappij voor Krediet aan de Nijverheid, een instelling die hij tot grote bloei bracht. Van 1954 tot 1971 was hij lid van de regentenraad van de Nationale Bank van België en nam nog talrijke andere mandaten op:
- voorzitter van de Rijksmaatschappelijke zekerheid,
- bestuurder van de nieuw opgerichte Nationale Investeringsmaatschappij,
- lid van de algemene raad van de Algemene Spaar- en Lijfrentekas,
- lid van de Hoge Raad van Financiën,
- lid van de Economische Raad voor Vlaanderen.

Zijn aandacht ging ook naar de vernederlandsing van het bedrijfsleven in Vlaanderen.
Hij dankte zijn bekendheid aan enerzijds zijn professoraat aan de Katholieke Universiteit Leuven, anderzijds aan zijn bijna wekelijkse artikels over monetaire en financiële onderwerpen in de krant De Standaard. Van 1935 tot 1994 schreef hij een paar duizend artikels in deze krant. Toen ze in de jaren 1980 failliet ging, werkte hij actief mee aan een heropstanding.

## Nationale Bank
In 1971 werd hij, in opvolging van Hubert Ansiaux, de zeventiende gouverneur van de Nationale Bank van België, in een periode waarin het internationale monetaire stelsel in zijn voegen kraakte, terwijl ook de nationale economie een slechte tijd inging. Hij maakte de ineenstorting mee van het internationale wisselkoersstelsel van Bretton Woods en de oprichting, in april 1972, van een Europees model van wisselkoersstelsel, de Europese muntslang. In oktober 1973 trof de eerste oliecrisis ook de Belgische economie.
Vandeputte was een groot voorstander van Europese monetaire integratie. Vanaf 1974 was hij voorzitter van het Comité van Centralebankpresidenten van de Europese Gemeenschap, maar ook van het pas opgerichte Europees Fonds voor Monetaire Samenwerking. Hij was ook, vanuit het gouverneurschap, bestuurder van de Bank voor Internationale Betalingen, het Internationaal Monetair Fonds en de Wereldbank.
In 1975 bereikte hij de leeftijdsgrens van zevenenzestig jaar en beëindigde zijn activiteiten als gouverneur van de Nationale Bank, waar hij werd opgevolgd door Cecil de Strycker, van oorsprong Antwerpenaar zoals hij.

## Na de Nationale Bank
Tot 1978 bleef Vandeputte actief als hoogleraar aan de Katholieke Universiteit Leuven en als voorzitter van het Herdiscontering‑ en Waarborginstituut.
Hij bleef talrijke activiteiten ontwikkelen, zo was hij onder meer:
- voorzitter van de Administratieve en Economische Hogeschool Brussel,
- voorzitter van de Geneeskundige Stichting Koningin Elisabeth,
- bestuurder van de Koningin Elisabethwedstrijd,
- voorzitter van het Paleis voor Schone Kunsten in Brussel,
- voorzitter van de Katholieke Universiteit Brussel,
- voorzitter van de Stichting Baillet Latour,
- voorzitter van het financieel comité van het Nationaal Fonds voor Wetenschappelijk Onderzoek,
- voorzitter van de raad van bestuur van de Vlaamse Uitgeversmaatschappij,
- lid van het uitvoerend comité van het Frans Van Cauwelaertfonds.

In 1981 aanvaardde hij het ambt van minister van Financiën in de regering-M. Eyskens, een regering die in moeilijke economische omstandigheden tot stand kwam en na enkele maanden werd omver geworpen. Hij bleef toen nog enkele jaren actief als auteur van onder meer biografische werken.
Vandeputte was getrouwd met Marie-Louise Cauwe, dochter van de Brugse vrederechter Georges Cauwe. Hij was de vader van baron Tony Vandeputte, afgevaardigd bestuurder van het Verbond van Belgische Ondernemingen.
In 1995 ontving hij de eerste VRG-Alumniprijs.

## Publicaties (selectie)
- De nieuwe Duitsche wetgeving, Antwerpen, 1934
- Het Belgische monetaire experiment, Antwerpen, 1945
- Toestanden en misstanden in Kongo, 1950
- Quelques aspects de l'action de la société nationale du crédit à l'industrie, Brussel, 1961
- Wat ik rondom mij zag, 1975
- Leon-A. Bekaert, een groot man, een goed mens, Tielt, 1979
- Geschiedenis van de Antwerpsche Hypotheekkas, 1881-1981, Tielt, 1981
- Ministre sans pouvoir, Brussel, 1982
- Een machteloos minister, Antwerpen, 1982
- De harde strijd. Van Eylenbosch tot Cool. Beknopte geschiedenis van het ACV, Gent, 1983
- Economische geschiedenis van België, 1944-1984, Tielt, 1985
- Fernand Collin en zijn tijd, Tielt, 1985
- Sociale geschiedenis van België, 1944-1985, Tielt, 1987
- Economie in België in kort bestek, Antwerpen, Kluwer, 1988
- De schoolkwestie en de Guimardstraat, Tielt, 1990
- L'histoire économique de la Belgique, 1944-1990, Brussel, 1993